# Kővárhely
Kővárhely (szlovákul Podhradie) község Szlovákiában, a Nyitrai kerület Nagytapolcsányi járásában.

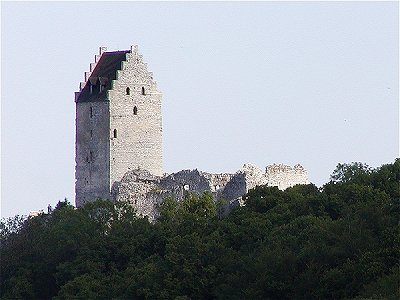
Nagytapolcsány vára

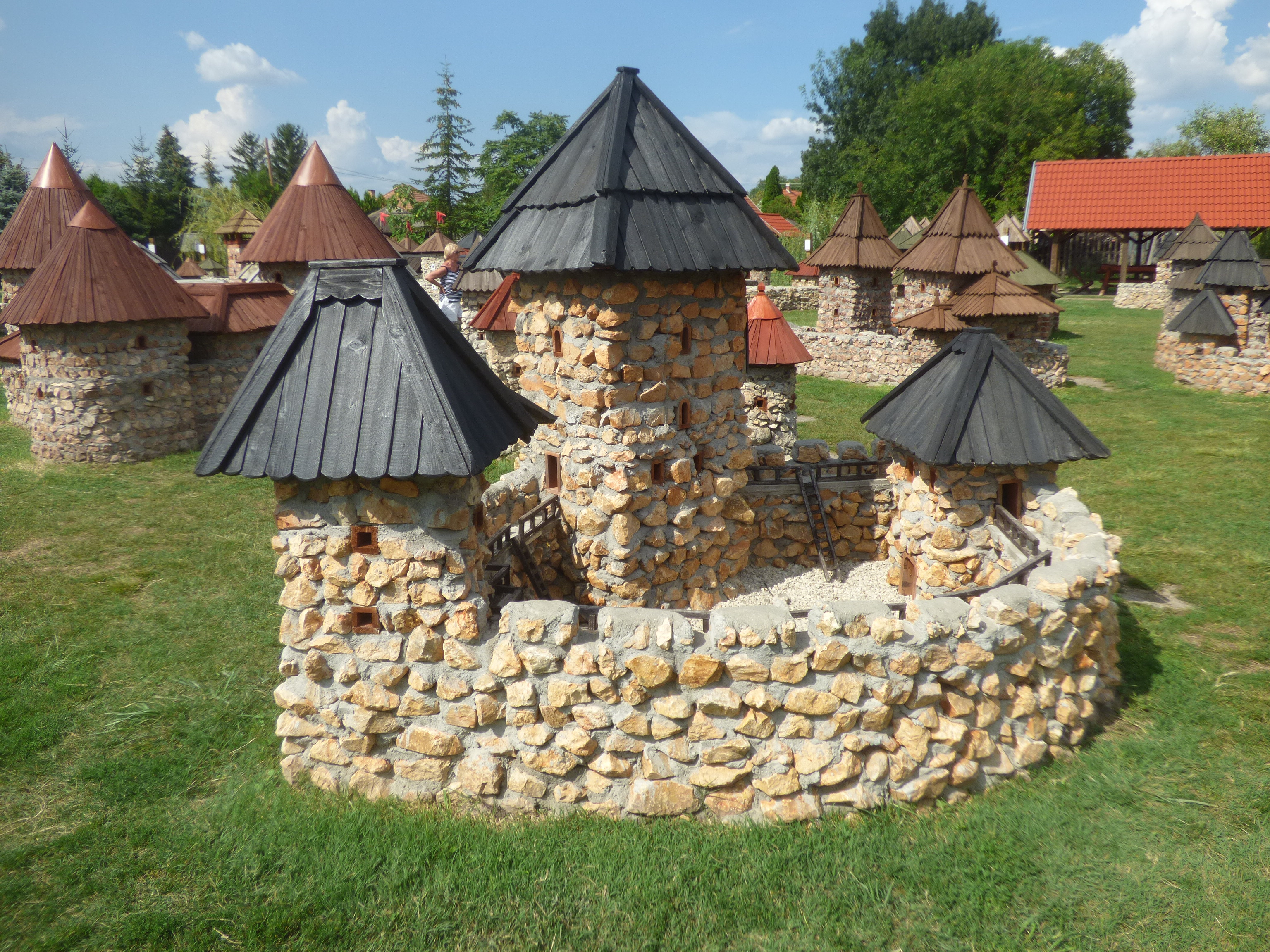
Tapolcsány várának makettje a dinnyési Várparkban

## Fekvése
Nagytapolcsánytól 15 km-re északnyugatra fekszik.

## Története
A község határában már az i. e. 700 körüli időben, a korai vaskor idején éltek emberek. Az i. e. 450 körüli időkig a hallstatti kultúra népének települése állt itt. Az Úhrad hegy keleti lejtőjén a lausitzi kultúra népének erődítménye állt, ahonnan számos lelet került elő.
A falu első írásos említése 1245-ben IV. Béla király oklevelében történik, amikor a birtokot a Gut-Keled nembeli István nyitrai ispánnak adja. 1283-tól a nagyhatalmú felvidéki főúr, Csák Máté birtoka.
A falu határában állnak Tapolcsány várának romjai. A vár a 13.–14. század fordulóján épülhetett a Csákok birtokán. 1318-tól említik, ekkor Csák Mátéé, majd 1321-től a királyé. Az 1440-es években a husziták egyik támaszpontja. A 17. században késő reneszánsz stílusban átépítették. A 19. században egyes részeit újjáépítették, de azóta folyamatosan pusztul.
A falu a 16. században az Országh, majd a Losonczy család birtoka. 1598-ban 41 lakóház állt a községben. A 17. század eleji adóösszeírások szerint Kőváralja a nagyobb falvak közé tartozott, ami annak köszönhető, hogy a vár közelsége miatt általában megmenekült a fosztogatásoktól és mint szolgálófalu adómentességet élvezett. A fenyegetettségtől akkor menekült meg végleg, amikor 1683-ban Érsekújvárt sikerült visszafoglalni a töröktől. A 18. század elején lakói részt vettek a Rákóczi-szabadságharcban. 1714-ben Berényi Péter lett a birtokosa. A nagytapolcsányi uradalom legnépesebb településének számított, 30 jobbágy és 22 zsellércsalád lakott a községben. 1778-ban 66 házában 487 lakos élt, 1787-ben már 80 háza és 595 lakosa volt. 1828-ban 52 házát 363-an lakták. Az 1831-es kolerajárványnak több mint száz lakos esett áldozatául.
Fényes Elek szerint "Podhrágy, (Kőváralja), tót f., Nyitra vmegyében, Bajnához északra 1 1/2 órányira: 343 kath., 6 zsidó lak., s egy hegyen lévő omladozott várral. F. u. gr. Erdődy Józsefnő. Ut. p. N.-Tapolcsán."  Archiválva 2007. szeptember 27-i dátummal a Wayback Machine-ben
A trianoni békeszerződésig Nyitra vármegye Nagytapolcsányi járásához tartozott.

## Népessége
| Év:            | 1994. | 2004.    | 2014.   | 2024.   |
| -------------- | ----- | -------- | ------- | ------- |
| Emberek száma: | 260   | 311      | 292     | 285     |
| Eltérés:       |       | +19,61 % | -6,10 % | -2,39 % |

| Év:            | 2023. | 2024.   |
| -------------- | ----- | ------- |
| Emberek száma: | 284   | 285     |
| Eltérés:       |       | +0,35 % |

A falunak 1910-ben 446, többségében szlovák anyanyelvű lakosa volt, jelentős német kisebbséggel.
2001-ben 292 lakosából 291 szlovák volt.
2011-ben 304 lakosából 302 szlovák volt.
2021-ben 283 lakosából 275 szlovák, (+1) egyéb és 8 ismeretlen nemzetiségű volt.

## Nevezetességei
- Nagytapolcsány vára (13. század).
- Modern római katolikus temploma.
- Erdei vasút.

## Külső hivatkozások
- Hivatalos oldal
- Községinfó
- Kővárhely Szlovákia térképén
- E-obce.sk Archiválva 2008. szeptember 20-i dátummal a Wayback Machine-ben
- Nagytapolcsány vára (szlovákul)]